# 斯皮什伦
斯皮什伦（法語：Spicheren，法語發音：[spiʃʁən]；洛林法兰克语：Spischere）是法国摩泽尔省的一个市镇，属于福尔巴克-布莱摩泽尔区。

## 地理
斯皮什伦（49°11'30"N, 6°58'6"E）面积8.11 平方千米，位于法国大東部大區摩泽尔省，该省份为法国东北部内陆省份，是洛林的一部分，西南接默尔特-摩泽尔省，东临下莱茵省，北与卢森堡和德国接壤。
与斯皮什伦接壤的市镇（或旧市镇、城区）包括：阿尔斯坦、埃茨兰、福尔巴克、斯蒂兰旺代勒。
斯皮什伦的时区为UTC+01:00、UTC+02:00（夏令时）。

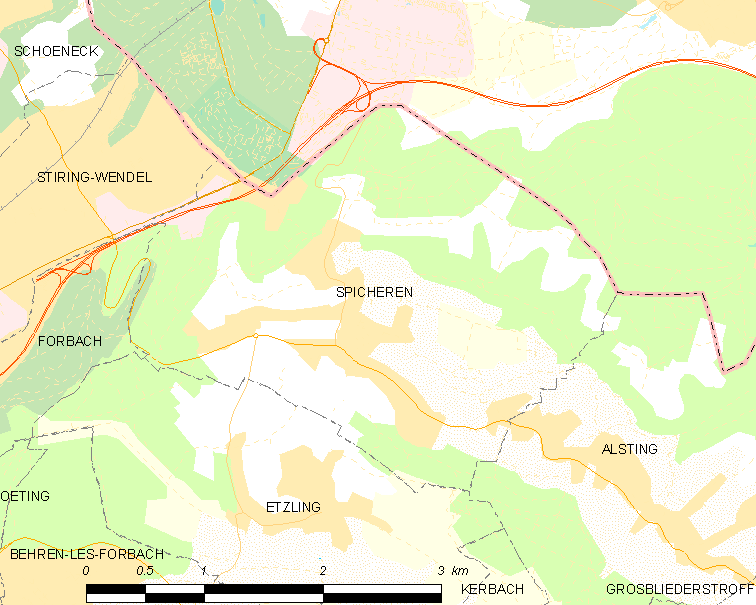
斯皮什伦的OSM定位图

## 行政
斯皮什伦的邮政编码为57350，INSEE市镇编码为57659。

## 政治
斯皮什伦所属的省级选区为斯蒂兰旺代勒县。

## 人口

1962-2008年间斯皮什伦人口变化图示

斯皮什伦于2022年1月1日时的人口数量为3180人。